# Ниволто (Павија)
Ниволто је насеље у Италији у округу Павија, региону Ломбардија.
Према процени из 2011. у насељу је живело 70 становника. Насеље се налази на надморској висини од 90 м.